# Estany de Mariola
L'estany de Mariola és un estany d'origen glacial a la capçalera de la Noguera de Cardós a 2.271 m d'altitud. És un estany dels més grans dels Pirineus catalans, amb prop de 18 ha de superfície i 48 m de fondària màxima. Té una conca relativament petita (122 ha), coronada pel Pic de Montarenyo (2618 m) al nord i la Roca Espana (2533 m) a l'oest, amb una colla d'estanyets i petites bassetes repartides per tota la conca.
La conca està majoritàriament recoberta de vegetació, amb gespets (prats de Festuca eskia), tot i que també hi ha uns quants neretars (matollars de Rhododendron ferrugineum). Hi ha també unes quantes molleres, formades a partir d'estanyets ja reblerts de sediments, repartides per la part baixa de la conca. Es troba clarament per sobre el límit del bosc. És un estany ultraoligotròfic, amb una concentració molt baixa de nutrients. La vegetació aquàtica hi és representada per Isoetes lacustris.
La granota roja hi és molt abundant a tot el litoral, però potser el més destacable és que no es coneix que s'hi hagin introduït peixos fins al dia d'avui. És un dels pocs estanys grans i profunds que es troba en condicions pristines en tots els Pirineus catalans.Tot i trobar-se protegit dins del Parc Natural de l'Alt Pirineu, la seva baixa altitud juntament amb el fet que tingui molt a prop l'estany del Port de Tavascan, estany on sí que s'hi han introduït peixos, el situa en una situació de risc. El seu estat ecològic és Molt Bo segons la classificació de la Directiva Marc de l'Aigua.